# Anabaena sphaerica
Espèce
Anabaena sphaerica est une espèce de cyanobactéries filamenteuses (anciennement appelées algues bleues) de la famille des Nostocaceae, que l'on trouve dans le plancton.

## Liste des non-classés
Selon NCBI (11 novembre 2021) :
- non-classé Anabaena sphaerica A.F2
- non-classé Anabaena sphaerica A904
- non-classé Anabaena sphaerica CG13
- non-classé Anabaena sphaerica FACHB-251
- non-classé Anabaena sphaerica FSR1
- non-classé Anabaena sphaerica HM8
- non-classé Anabaena sphaerica ISB23
- non-classé Anabaena sphaerica MACC-304
- non-classé Anabaena sphaerica MBDU105
- non-classé Anabaena sphaerica MBG-AL116
- non-classé Anabaena sphaerica MBGIPS 14
- non-classé Anabaena sphaerica PMC306.07
- non-classé Anabaena sphaerica PUM-KM-MT-GRI
- non-classé Anabaena sphaerica RPAN10
- non-classé Anabaena sphaerica RPAN12
- non-classé Anabaena sphaerica RPAN2
- non-classé Anabaena sphaerica RPAN38
- non-classé Anabaena sphaerica f. conoidea 1LT27S01
- non-classé Anabaena sphaerica f. conoidea 2LT27S09
- non-classé Anabaena sphaerica var. tenuis PMC153.02
- non-classé Anabaena sphaerica var. tenuis PMC188.03
- non-classé Anabaena sphaerica var. tenuis PMC189.03
- non-classé Anabaena sphaerica var. tenuis PMC229.04
- non-classé Anabaena sphaerica var. tenuis PMC246.05
- non-classé Anabaena sphaerica var. tenuis PMC263.06
- non-classé Anabaena sphaerica var. tenuis PMC266.06
- non-classé Anabaena sphaerica var. tenuis PMC267.06

Selon World Register of Marine Species (11 novembre 2021) :
- variété Anabaena sphaerica var. attenuata Bharadwaja, 1935
- variété Anabaena sphaerica var. javanensis De Wildeman
- variété Anabaena sphaerica var. javanica De Wildeman
- variété Anabaena sphaerica var. macrosperma Bornet & Flahault
- variété Anabaena sphaerica var. major Kiselev
- variété Anabaena sphaerica var. tenuis G.S.West, 1907
- forme Anabaena sphaerica f. conoidea Elenkin, 1938
- forme Anabaena sphaerica f. javanica Möbius
- forme Anabaena sphaerica f. major Kiselev
- forme Anabaena sphaerica f. major Vasishta
- forme Anabaena sphaerica f. microsperma (Schmidle) Kossinskaja
- forme Anabaena sphaerica f. minor Melnikova
- forme Anabaena sphaerica f. tenuis G.S.West, 1907